# Joseph Drechsler

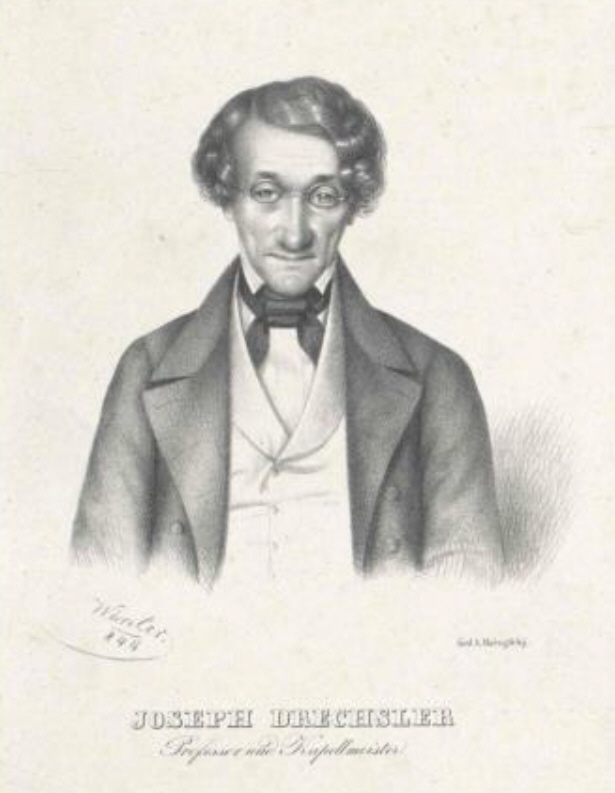
Joseph Drechsler (1844)

Joseph Drechsler (* 26. Mai 1782 in Wällischbirken, Böhmen; † 27. Februar 1852 in Wien) war ein Komponist und Musikpädagoge.

## Leben
Die ersten musikalischen Unterweisungen erhielt Drechsler von seinem Vater, der Kantor und Schullehrer in Drechslers Heimatort war. Mit 10 Jahren wurde er Sängerknabe in Passau, später lernte er Harmonielehre und Generalbass bei einem gewissen Grotius im „Benediktienerkloster Florenbach“. (Es handelt sich wohl um Vornbach am Inn. Grotius dürfte eine Latinisierung von Grotz sein, der Organist dieses Klosters war.) In Passau studierte er Philosophie, ging dann nach Prag, um sich der Theologie zu widmen, wandte sich aber, da zu jung für die Weihen, schließlich der Rechtswissenschaft zu. Während seines Aufenthaltes in Prag dürfte er schon eine rege Kompositionstätigkeit entfaltet haben, aus dieser Zeit stammen eine Missa Solemnis (1804), verschiedene Werke für Pianoforte und eine Romanze für Gesang und Klavier.
Drechsler beendete dieses Studium aber nicht, sondern folgte 1807 einem Ruf des Theaterdirektors Karl Friedrich Hensler nach Wien an das Leopoldstädter Theater als Kapellmeister. Offenbar herrschten dort aber Zustände, die Drechsler nicht behagten, so dass er sich entschloss, die Stelle doch nicht anzutreten und von privatem Musikunterricht zu leben. 1810 wurde er Korrepetitor beim k. k. Hofoperntheater und rückte 1812 zum Kapellmeisteradjunkten auf. In dieses Jahr fällt auch sein erstes Singspiel „Die Feldmühle“, das im Kärntnertortheater am 29. September aufgeführt wurde. Wegen Einschränkungen am Hofoperntheater verlor Drechsler allerdings diese Stelle wieder und wurde Orchesterdirektor an den Theatern in Baden und Preßburg. „Dieses Herumzigeunerns“, wie er es selbst nannte überdrüssig, nahm er die Stelle des Organisten der Wiener Servitenkirche an (1815). Zugleich eröffnete er eine Musikschule und erteilte Unterricht im Generalbass- und Orgelspiel. Im folgenden Jahr wurde er Regenschori in der Kirche St. Anna und einige Jahre später (1823) Kapellmeister an der Universitätskirche und der Pfarre am Hof.
Aber er gab auch seine Opern- und Theaterambitionen nicht auf. Von 1821 bis 1822 war er Kapellmeister im Theater in der Josefstadt, wo im Oktober 1822 seine Musik zu „Das Bild des Fürsten“ von Karl Meisl zusammen mit Beethovens „Die Weihe des Hauses“ aufgeführt wurde. Beethoven und Drechsler kannten sich persönlich, wie Eintragungen in Beethovens Konversationsheften beweisen. 1822 wurde Drechsler Kapellmeister im Leopoldstädter Theater. Während seiner Beschäftigung an diesem Theater komponierte er die Musik zu 35 Opern, Singspielen, Operetten und Theaterstücken, darunter drei Werke Ferdinand Raimunds, nämlich: „Der Diamant des Geisterkönigs“ (1824), „Das Mädchen aus der Feenwelt“ (1826) und „Die unheilbringende Zauberkrone“ (1829).
1830 gab Drechsler diese Stelle allerdings wieder auf, da wichtige Mitglieder des Ensembles das Theater verlassen hatten und widmete sich hauptsächlich der Unterrichtstätigkeit, daneben hatte er noch das Amt des Regenschori der Kirche am Hof inne. In diese Zeit fallen vermutlich seine theoretischen Unterrichtswerke, eine Orgelschule und ein Leitfaden zum Präludieren, die aber ohne Jahresangabe erschienen sind. Eine Harmonie- und Generalbasslehre hatte er schon 1816 herausgegeben.
Im Jahr 1844 schließlich trat er, nach dem Tod des bisherigen Kapellmeisters Johann Baptist Gänsbacher die Stelle des Domkapellmeisters zu St. Stephan an, um die er sich im Jahre 1823 schon einmal erfolglos beworben hatte. Diesen Posten bekleidete er bis an sein Lebensende am 27. Februar 1852, im siebzigsten Lebensjahr. Er wurde am Sankt Marxer Friedhof in Wien beerdigt.
Im Jahr 1894 wurde in Wien-Penzing (14. Bezirk) die Drechslergasse nach ihm benannt.

## Werk
Das Schwergewicht Joseph Drechslers Schaffens liegt sicher in zwei Bereichen: Einerseits auf dem Gebiet der Bühnenwerke, deren Quantität ins Auge springt (Drechsler hat an die 50 Bühnenwerke vertont), die aber durchaus ein gewisses Niveau halten können. Darunter finden sich unter anderem: „Claudine von Villabella“ nach einem Text von Goethe, die drei schon genannten Vertonungen von Texten Ferdinand Raimunds und unzählige andere. Allerdings sind in der Musik zu Raimunds Stücken oft auch Melodien komponiert, die von dem Dichter selbst stammen, und die Drechsler dann als Grundlage für seine Kompositionen verwendete. In seiner Selbstbiographie schreibt Raimund, dass er „...bei Verfassung vieler Lieder gleich die Melodien hinschrieb.“ So stammt zum Beispiel die Melodie des Liedes „Brüderlein fein“ von Raimund selbst, aber auch einige andere Weisen können eindeutig Raimund zugeschrieben werden. In einem Brief schreibt er „...ich werde auch dem Müller (Wenzel Müller, 1767–1835, ein anderer Komponist Raimund'scher Theaterstücke) die Musikstücke aus meinem eigenen Kopf vorsingen.“ Es steht also fest, dass Raimund selbst einen gewissen Anteil an der Musik hatte, Drechsler musste wahrscheinlich aber immer den „Rest“ der Komposition hinzufügen. Im Gegensatz zu anderen Kapellmeistern und Bühnenkomponisten (wie etwa Wenzel Müller) versucht Drechsler sich von dem rein volkstümlichen Element abzuheben und seiner Musik etwas Opernhaftes zu geben.
Andererseits war Drechsler ein angesehener Musiklehrer, wie seine Unterrichtswerke zeigen. Auch Johann Strauss (Sohn) war ein begabter Schüler des Kapellmeisters. Seinem Ansuchen um die Konzession „in Gasthauslokalitäten Musikunterhaltungen abhalten zu dürfen“, lag ein Zeugnis Joseph Drechslers bei, das ihm angeborenes Talent und stetes Vorwärtsschreiten bescheinigte. Außerdem besorgte er eine verbesserte Neuausgabe der Klavierschule Ignaz Pleyels.
Daneben betätigte er sich auch auf ganz anderen Gebieten der Musik mit Erfolg. Er schrieb zehn große und sechs kleinere Messen, ein Requiem, weitere geistliche Vokalkompositionen, drei Kantaten, eine davon zur Einweihung der neuerbauten Synagoge. Auch an Instrumentalmusik gibt es einiges von dem Komponisten, nämlich Streichquartette, Orgelfugen, Klaviersonaten und andere Klavierwerke. Er folgte auch Anton Diabellis (1781–1858) Aufforderung, eine Variation zu dessen Walzer zu schreiben, und lieferte ein eindrucksvolles Stück ab, das 1824 zusammen mit den anderen Beiträgen als Band 2 der Publikation Vaterländischer Künstlerverein veröffentlicht wurde; Ludwig van Beethoven schrieb aus diesem Anlass seine berühmten „Diabelli-Variationen“, die Band 1 füllten. Außerdem komponierte Drechsler Lieder, Arien und Chöre außerhalb seiner Bühnenwerke.

## Theoretische Schriften
Joseph Drechsler war nicht nur Komponist und Musiker, sondern zugleich auch ein Musikpädagoge, der nicht nur im Jahr 1815 Kurse für Orgel und Generalbass an der Normalschule St. Anna eröffnete, sondern der auch verschiedene Lehrwerke verfasste. Zum einen bearbeitete er die Klavierschule des Komponisten, Verlegers und Klavierfabrikanten Ignaz Pleyel (1757–1831) und gab sie neu heraus, zum anderen schrieb er selbst eine kleine Orgelschule. Außerdem verfasste er eine Harmonielehre (1816) und einen Leitfaden zum Präludieren (o. J.). Der „Theoretisch-praktischer Leitfaden, ohne Kenntnis des Contrapunktes phantasieren oder präludieren zu können“ wurde „als Anleitung zu den öffentlichen Vorlesungen in der Harmonielehre und dem Orgelspiel bey St. Anna“ geschrieben, wie Drechsler auf dem Titelblatt vermerkt. Das kleine Büchlein (76 Seiten) lehrt die harmonische Improvisation, ohne dass allerdings dabei die Kenntnis des Kontrapunktes als überflüssig hingestellt würde. Diese Anleitung, und vermutlich auch die anderen Lehrwerke Drechslers geben sich nicht als gelehrte theoretische Schriften, sondern als einfache Lernbehelfe für Jedermann.

## Rezeption
Im Volksstück mit Musik in einem Akt Brüderlein fein von Leo Fall (Musik) und Julius Wilhelm (Libretto) ist Joseph Drechsler die Hauptfigur.